# COVID-19-Pandemie in Afrika
Die COVID-19-Pandemie, die auf Infektionen mit dem Ende 2019 neu aufgetretenen Virus SARS-CoV-2 beruhte, erfasste im Jahr 2020 auch Afrika, forderte dort aber im Vergleich zu anderen Kontinenten deutlich weniger Todesopfer.
Die Maßnahmen zur Eindämmung der Pandemie folgten zunächst der Politik der europäischen Staaten, ohne auf die besonderen afrikanischen Verhältnisse Rücksicht zu nehmen. Das führte zu erheblichen wirtschaftlichen und sozialen Folgeproblemen. So blieben in den meisten afrikanischen Ländern monatelang die Schulen geschlossen. Ein Konflikt um Regionalwahlen in der Region Tigray, die im September 2020 trotz der mit der Pandemie begründeten Absage durch die äthiopische Zentralregierung durchgeführt worden waren, eskalierte zu einem Bürgerkrieg, der allein ca. 500.000 Menschenleben forderte. Trotz der teils drastischen Maßnahmen zur Kontaktreduzierung kam allerdings ein sehr großer Teil der afrikanischen Bevölkerung bereits früh mit dem Virus in Berührung.
Die Krankheit selbst forderte in den meisten afrikanischen Ländern im Verhältnis zur Bevölkerungszahl viel weniger Todesopfer als in Europa. Von Anfang 2020 bis April 2023 zählte die WHO in der WHO-Region Afrika 15,6 Covid-assoziierte Todesfälle je 100.000 Einwohner, im Vergleich zu 237 in Europa und 338 in den USA.
Das ist auch insofern bemerkenswert, als in Afrika relativ wenige Menschen gegen COVID-19 geimpft sind. Die Afrikanische Union sicherte sich zwar Anfang 2021 fast 300 Millionen COVID-19-Impfstoffdosen in der bisher größten Vereinbarung dieser Art für Afrika, welche am 13. Januar 2021 bekannt gegeben wurde. Dies war unabhängig von der globalen Initiative COVAX (Access to COVID-19 Tools Accelerator), die darauf abzielte, COVID-19-Impfstoffe an Länder mit niedrigem Einkommen zu verteilen. Bemerkenswert ist dabei, dass afrikanische Länder mehr als das Doppelte dessen zahlten, was europäische Länder für bestimmte Impfstoffe zahlen mussten. Die Vereinigten Arabischen Emirate belieferten den Kontinent mit einer Variante des chinesischen Sinopharm-Impfstoffs. Dennoch wurde bis Mitte Juni 2021 nur eine Impfquote von weniger als 1 Prozent erreicht, bis Anfang 2022 waren nur 7 Prozent der Bevölkerung vollständig geimpft, und auch bis April 2023 nur etwa 30 Prozent.
Trotzdem kamen die Menschen in Afrika vergleichsweise gut durch die Pandemie. Die Sterberaten sind niedrig. Neben einer größeren Dunkelziffer wird das geringe Durchschnittsalter der Bevölkerung vieler afrikanischen Staaten und auch ein möglicherweise schlagkräftigeres Immunsystem als Begründung dafür aufgeführt.

## Ausbruch nach Ländern und Territorien, nationale Maßnahmen zu Beginn der Pandemie und Fallzahlen
In dieser nach Ländern geordneten Übersicht werden die jeweils ersten Fälle und erste zur Eindämmung der Pandemie ergriffene Maßnahmen anhand von Presseberichten des Frühjahrs 2020 dargestellt. Außerdem werden die von der WHO erfassten positiven Nachweise von SARS-CoV-2 („Infektionen“) und die mit COVID-19 assoziierten Todesfälle (an bzw. mit COVID-19 gestorben) im Zeitverlauf in Diagrammen dargestellt. Insbesondere bei den Infektionen ist mit einer erheblichen Untererfassung zu rechnen, in geringerem Maße auch bei den Todesfällen.

### Ägypten
Am 15. Februar 2020 wurde der erste Fall auf dem afrikanischen Kontinent in Ägypten bestätigt. Offizielle der WHO gemeldete Zahlen zu infizierten Personen entsprechen nach Ansicht kanadischer Wissenschaftler nicht den tatsächlichen Werten. Während am 21. März erst 210 Corona-Infektionen offiziell gemeldet waren, sprachen die kanadischen Forscher schon eine Woche vorher von mindestens 6.000 Infektionen.
Am 10. Juni 2020 gab es ungefähr 79.254 Covid-19-Infektionen (plus Dunkelziffer), über 3.600 an Covid-19 Gestorbene und ungefähr 22.753 Genesene.

### Algerien
Am 25. Februar 2020 meldete Algerien den ersten Fall einer COVID-19-Infektion. Es war ein Mann aus Italien, wo die Pandemie sehr früh begonnen hatte. 34 Kontaktpersonen wurden unter Quarantäne gestellt. Bis zum 3. März wurden insgesamt elf Fälle diagnostiziert. Am 25. März waren 264 Infizierte bekannt; 17 Menschen waren bis dahin an der Krankheit gestorben. Am 4. April gab es 1251 Infizierte; die Ausgangssperren wurden verlängert, darunter in der Hauptstadt Algier und acht weiteren Provinzen.
Von Ende Mai bis zum 25. Juni 2020 wurden der WHO weniger als 190 Neuinfektionen pro Tag gemeldet. Seit dem 4. Juli werden über 400 Neuinfektionen pro Tag gemeldet und jeden Tag fast 3 Prozent mehr als am Vortag.
Bei einer solchen Steigerungsrate verdoppelt sich die Zahl der Infizierten alle 25 Tage.

### Angola
Am 3. März 2020 setzte Angola an allen seinen 32 Eingangsstellen ins Staatsgebiet ein Einreiseverbot für Reisende aus China, Südkorea, Iran und Italien in Kraft und schrieb für Einreisende aus Portugal, Frankreich und Spanien eine Zwangsquarantäne von mindestens 14 Tagen vor, dazu kamen allgemeine Aus- und Einreisebeschränkungen für angolanische Staatsbürger. Bis zum 20. März 2020 befand sich das Land in einer Phase der Erwartung möglicher Fälle von COVID-19-Infektionen. So erklärte der Leiter des Unternehmens Civep Contravem Angola, man verzeichne für die hier hergestellten Schutzmasken und -Kleidung noch keine erhöhte Nachfrage, verfüge aber über genügend Lagerbestände an Rohmaterial, um im Bedarfsfall die Produktion zu erhöhen und die Nachfrage zu decken.
Am 21. März bestätigte die angolanische Gesundheitsministerin Sílvia Lutucuta die zwei ersten Infektionsfälle in Angola, zwei am 17. und 18. März aus Portugal eingereiste Angolaner. Die Ministerin erklärte als Sofortmaßnahmen zusätzliche Flüge zwischen Angola und Lissabon und Porto, um angolanische Staatsbürger zurückzuholen, parallel würden umgehend Quarantäneeinrichtungen zu dem Zweck geschaffen.
Seit dem 27. März galt ein Verbot, sich auf der Straße aufzuhalten, ausgenommen waren notwendige Wege zum Einkaufen und zur Arbeit in bestimmten, gesellschaftsrelevanten Berufen. Ein Verstoß konnte mit der sofortigen Festnahme geahndet werden. Diese Anordnung galt jedoch nicht für Angehörige des Diplomatischen Corps und der im Land akkreditierten internationalen Organisationen. Außerdem galt ein interprovinzielles Reiseverbot sowie ein Ein- und Ausreiseverbot für Personen von und nach Angola, ausgenommen waren Patienten, welche die Landesgrenzen zur medizinischen Behandlung passieren mussten.

### Äquatorialguinea
Am 14. März 2020 wurde die Infektion bei einem Touristen aus Spanien im Land bestätigt.

### Äthiopien
Die ersten Infektionsfälle wurden Mitte März 2020 gemeldet. Am 8. April wurde, bei 55 bis dahin gemeldeten Infizierten, ein fünfmonatiger Ausnahmezustand ausgerufen. Die damit begründete Absage der für Sommer 2020 geplanten Wahlen und die in der Region Tigray dennoch durchgeführten Regionalwahlen, die von der Zentralregierung nicht anerkannt wurden, führten zu einem Konflikt, der schließlich in den Bürgerkrieg in Äthiopien ab 2020 mündete, der mehr als 500.000 Todesopfer forderte.

### Benin
Am 16. März 2020 wurde der erste COVID-19-Fall des Landes in Porto-Novo, der Hauptstadt von Benin, bestätigt. Drei Tage später wurde der zweite bestätigte Fall gemeldet. Die Stadt stellte verschiedene internationale Flüge ein; Menschen, die auf dem Luftweg ins Land kamen, sollten für 14 Tage vorsorglich unter Quarantäne gestellt werden. Außerdem wurde den Menschen in Benin empfohlen, Masken zu tragen und nur bei Bedarf das Haus zu verlassen.

### Botswana
Mit einer Verfügung im Amtsblatt der Regierung wurde der internationale Reiseverkehr von und nach Botswana im Frühjahr 2020 zeitweilig eingeschränkt. Zudem empfahl die botswanische Regierung ihren Bürgern, Händeschütteln und Umarmungen zu vermeiden. Alle nicht zwingend erforderlichen Auslandsreisen sollen vorerst unterbleiben. In Botswana wurden öffentliche Versammlungen mit mehr als 10 Personen untersagt.
Nach der Rückkehr des Präsidenten Mokgweetsi Masisi vom Treffen einiger Staatschefs benachbarter Länder in Windhoek (Namibia) mit Beratungen über Maßnahmen gegen die Verbreitung des Coronavirus begab sich dieser auf eigenen Entschluss in eine 14-tägige Quarantäne. Er ging seinen Amtsgeschäften weiter nach, hielt jedoch zu seiner Familie vorübergehend räumliche Distanz.
Am 30. März 2020 meldete Botswana die ersten drei Fälle; zwei Infizierte kamen aus Thailand, einer aus Großbritannien. Einen Tag später wurde der Ausnahmezustand erklärt; er beinhaltete eine „extreme“ Ausgangssperre ab dem 2. April. Ebenfalls am 31. März wurde ein Todesfall durch COVID-19 am 25. März bekannt. Präsident Masisi beabsichtigte die Verlängerung des Ausnahmezustands von 28 Tagen auf sechs Monate.

### Burkina Faso
Am 5. Februar 2020 wurde der erste COVID-19-Verdachtsfall in Burkina Faso gemeldet und am 9. März bestätigt. Es war ein heimkehrender Tourist aus der Volksrepublik China mit Grippesymptomen. Am 28. März gab es 207 Infizierte und mehrere Tote. Es wurden Testreihen mit dem Wirkstoff Chloroquin initiiert.

### Burundi
Einreisende aus von der COVID-19-Pandemie betroffenen Ländern mussten sich ab Mitte März 2020 für 14 Tage in Quarantäne begeben. Etwa am 20. März wurde der Flughafen Bujumbura geschlossen, ebenso die Grenzen zu Ruanda und der Demokratischen Republik Kongo. Im Landesinneren gab es lange Zeit keine Einschränkungen. So fanden weiterhin Fußballspiele und Familienfeiern statt. Der Wahlkampf für die am 20. Mai anstehende Präsidentschafts- und Parlamentswahl wurde nicht unterbrochen. Am 31. März wurden die ersten beiden positiv Getesteten gemeldet, die aus Ruanda bzw. den Vereinigten Arabischen Emiraten zurückgekehrt waren. Am 8. April befanden sich 675 Personen in Quarantäne.

### Dschibuti
Am 18. März wurde der erste Fall im Hôpital Bouffard in der Hauptstadt Dschibuti bestätigt. Sieben andere Verdachtsfälle waren negativ.

### Elfenbeinküste
Am 6. März 2020 wurde der erste COVID-19-Fall in der Elfenbeinküste bestätigt.

### Eritrea
Bereits am 17. März 2020 wurde von Reisen nach Eritrea und innerhalb des Landes abgeraten. Der erste COVID-19-Fall wurde am 21. März bekannt. Zwei Tage später wurden zahlreiche Einschränkungen verkündet, etwa das Verbot von Versammlungen von mehr als zehn Personen. Am 25. März wurden die internationalen Flugverbindungen eingestellt. Am 30. März wurden 15 Infizierte gemeldet; am Folgetag gab es weitere Einschränkungen, darunter die Schließung von Restaurants für zwei Wochen und die Verschiebung von Gerichtsverhandlungen.

### Eswatini
Am 26. März 2020 waren drei Infizierte bekannt, die sich zuvor in Südafrika aufgehalten hatten. Das Gesundheitsministerium empfahl die Einhaltung von Hygieneregeln und riet den Infizierten vom Besuch von Veranstaltungen und öffentlichen Räumen ab.

### Gabun
Am 13. März 2020 meldete Gabun den ersten Fall. Am 13. April trat eine 15-tägige „totale“ Ausgangssperre in Kraft, die Ausnahmen nur für Lebensmitteleinkäufe und zur medizinischen Versorgung zuließ. Am 14. April wurden 57 positiv Getestete gemeldet.

### Gambia
Am 17. März 2020 meldete Gambia den ersten Fall. Es war eine 32-köpfige Gruppe aus dem Vereinigten Königreich, von der eine Person Symptome zeigte. Diese Personen wurden unter Quarantäne gestellt, von denen 14 ausbrachen. Am selben Tag wurden zwecks Eindämmung landesweit Schulen geschlossen und öffentliche Versammlungen untersagt.

### Guinea
Am 3. März 2020 wurde der erste Infizierte gemeldet, ein Belgier, der für die Europäische Union in der Hauptstadt Conakry tätig ist, ein zweiter Fall kam hinzu. Trotzdem wurden am 22. März eine Parlamentswahl und ein Verfassungsreferendum abgehalten. Am 1. April meldete die WHO 16 Fälle, andere Quellen meldeten am selben Tag 30 Infizierte.

### Guinea-Bissau
Am 25. März 2020 wurden die ersten zwei Fälle von COVID-19 in Guinea-Bissau bei einem Kongolesen und einem Inder festgestellt. Beide Personen wurden in Quarantäne genommen.

### Kamerun
Am 6. März 2020 wurde der erste Fall in Kamerun gemeldet. Am 24. März starb erstmals ein Infizierter in Kamerun. Am 7. April hatte Kamerun mit 555 Infizierten die höchste Fallzahl in Westafrika.

### Kap Verde
Am 20. März 2020 wurde in Kap Verde bei einem einreisenden britischen Touristen das SARS-CoV-2-Virus nachgewiesen

### Kenia
Der erste COVID-19-Fall wurde am 13. März 2020 registriert. In der Folge verkündete Präsident Uhuru Kenyatta zahlreiche Einschränkungen. So wurde der internationale Luftverkehr für Passagiere eingestellt. Bereits am Tag danach kam es zu Ausschreitungen. Arbeitgeber wurden gebeten, Angestellte möglichst von zu Hause aus arbeiten zu lassen. Im Gegenzug wurden die Mehrwertsteuer (Sales Tax) und die Lohnsteuer gesenkt. Ein Hilfspaket von über einer Milliarde US-Dollar wurde beim Internationalen Währungsfonds und der Weltbank beantragt, um die Folgen der Krise zu mindern. Trotzdem wurden viele Angestellte ohne Lohnfortzahlung beurlaubt; Gelegenheitsarbeiter und Straßenhändler verloren ihre Einnahmequellen. Tausende Pendler, die sich nicht an die Ausgangssperre hielten, wurden von Polizisten in Mombasa mit Tränengas beschossen und nach Medienangaben auch geschlagen.

### Demokratische Republik Kongo
Am 10. März 2020 berichtete das Gesundheitsministerium der Demokratischen Republik Kongo vom ersten COVID-19-Fall im Land. Am 27. März verkündete Präsident Félix Tshisekedi nach einem Anstieg der Infiziertenzahlen und vier Todesopfern den Notstand; die Grenzen wurden geschlossen, die Hauptstadt Kinshasa vom Umland isoliert. Der Zugangssperre zur Hauptstadt wurde aber nach nur wenigen Stunden aufgehoben, da es zu „unnötigen“ Preissteigerungen gekommen sei.

### Republik Kongo
Am 28. März 2020 verkündete Präsident Denis Sassou-Nguesso nach dem Anstieg der Infiziertenzahl auf 19 eine ab dem 31. März geltende 30-tägige Ausgangssperre.

### Lesotho
Obwohl bis zum 24. März 2020 noch kein Fall von COVID-19 bekannt war, erklärte Premierminister Thomas Thabane den Notstand. Die Schulen blieben vorerst bis zum 17. April geschlossen. Einreisende wurden in der Folge an der Grenze auf Fieber getestet und mussten eine 14-tägige Quarantäne in einem der neueingerichteten Zentren absolvieren, wenn sie aus von COVID-19 betroffenen Ländern kamen. Bereits am 23. März hatte Südafrika sieben der 13 Grenzübergänge geschlossen. Gefängnisbesuche wurden eingeschränkt, neue Gefangene ebenfalls getestet. Thabane appellierte an die Bevölkerung, große Menschenansammlungen, etwa bei Beerdigungen, zu vermeiden. Arbeitgeber forderte er auf, Schutzmaßnahmen zu ergreifen. Die Tourismusindustrie berichtete von einer großen Zahl von Stornierungen. Vom 1. bis 21. April 2020 galt eine „totale“ Ausgangssperre; nur für lebensnotwendige Einkäufe und ärztliche Behandlungen durfte das Haus verlassen werden. Polizisten gingen mit Schlagwaffen gegen Personen vor, die die Ausgangssperre missachteten. Am 13. Mai 2020 wurde der erste Fall gemeldet, kurz nach den ersten Lockerungen.

### Liberia
Am 16. und 17. März 2020 meldete Liberia die ersten beiden COVID-19-Fälle. Es handelte sich um Angestellte, die zuvor aus der Schweiz zurückgekehrt sind. Daraufhin wurden landesweit Schulen und Universitäten und andere öffentliche Einrichtungen geschlossen. Es kam zu Hamsterkäufen von Gesichtsmasken und Desinfektionsmitteln in der Bevölkerung.

### Libyen
Am 24. März 2020 meldete Libyen den ersten COVID-19-Fall. Die international anerkannte und die Gegenregierung in Libyen verhängten Ausgangssperren. In Misrata wurden Parks und Gärten desinfiziert und die Bürger halfen bei der Verteilung von Schutzmasken.

### Madagaskar
Nach dem Auftreten mehrerer COVID-19-Fälle verkündete der madagassische Präsident Andry Rajoelina am 23. März 2020 eine Ausgangssperre für die Städte Antananarivo und Toamasina.

### Malawi
Der malawische Präsident Peter Mutharika rief am 20. März 2020 vorsorglich den nationalen Katastrophenfall aus und ordnete nach WHO-Empfehlungen erste Schutzmaßnahmen vor dem Coronavirus an. Für einen Krisenplan waren 15 Milliarden Malawi-Kwacha (entspricht 20 Millionen USD) vorgesehen, adhoc wurden 2,5 Milliarden Kwacha bereitgestellt.
An den internationalen Grenzübergängen Malawis wurde medizinisches Personal eingesetzt, das die Einreisenden auf gesundheitliche Auffälligkeiten beobachten sollte. Alle Bildungseinrichtungen des Landes wurden mit Wirkung des 23. März 2020 geschlossen. Menschenversammlungen mit mehr als 100 Personen waren untersagt, u. a. auch Hochzeiten, Begräbnisse, kirchliche Veranstaltungen, Demonstrationen sowie Arbeitstreffen des Regierungsapparates. Die Einreise für ausländische Personen aus stark vom Corona-Virus betroffenen Staaten wurde vorübergehend ausgesetzt, ausgenommen waren Reisende aus den SADC-Staaten.
Am 2. April wurden die ersten drei COVID-19-Fälle des Landes gemeldet: eine Person, die kürzlich aus Indien zurückgekehrt war, und zwei Personen mit Bezug zu ihr. Am 15. April wurde mit Wirkung vom 18. April bis 9. Mai eine Ausgangssperre verkündet. Am 17. April hob jedoch der High Court die Ausgangssperre auf, da die Auswirkungen auf Arme nicht berücksichtigt worden seien.

### Mali
Bereits am 18. März 2020 setzte Präsident Ibrahim Boubacar Keita Flüge aus betroffenen Ländern aus, schloss Schulen und verbot große öffentliche Versammlungen. Die geplanten Wahlen im März bis April, die aufgrund der schlechten Sicherheitslage im Land bereits mehrmals verschoben worden waren, sollten jedoch weiterhin wie geplant stattfinden.
Am 25. März 2020 wurden die beiden ersten COVID-19-Infektionen in Mali bestätigt. Um die Epidemie zu bekämpfen, die das Land bisher verschont hatte, erklärte der Präsident den Ausnahmezustand und verhängte eine nächtliche Ausgangssperre.
Bis zum 31. März wurden 25 Fälle positiv getestet und die ersten beiden COVID-19-bedingten Todesfälle registriert.

### Marokko
Die ersten beiden Infizierten wurden am 2. März 2020 gemeldet. Beide hatten sich vorher in Italien aufgehalten. Vom 13. bis 15. März wurden sukzessive alle Flugverbindungen gestrichen, mit Wirkung vom 16. März wurden bis auf Weiteres die Schulen geschlossen. Mit Wirkung vom 20. März wurde der „medizinische Notstand“ ausgerufen. Am 31. März wurden 602 Infizierte – davon die größte Zahl in der Region Casablanca-Settat – und 36 Todesfälle im Zusammenhang mit COVID-19 gezählt.

### Mauretanien
Am 9. März 2020 wurde der erste Fall aus Mauretanien gemeldet. Es war ein Tourist aus Europa, der in der Hauptstadt Nuakschott ankam und danach in Quarantäne geschickt worden ist.

### Mauritius
Am 18. März 2020 bestätigte Premierminister Pravind Jugnauth die ersten drei COVID-19-Fälle in Mauritius. Noch am selben Tag verfügte die Regierung die Schließung aller öffentlicher Schulen und Universitäten. Die Behörden wandten Contact Tracing an, um jede angesteckte Person zu finden. Am 19. März 2020 wurde eine „hygienische Ausgangssperre“ für zunächst 14 Tage angeordnet. Am 24. März 2020 wurde die Ausgangssperre verschärft und später noch mehrfach verlängert.
Den ersten Todesfall verzeichnete Mauritius am 19. März 2020. Betroffen war ein 52-jähriger Mann mit einer Diabetes-Vorerkrankung.

### Mosambik
In Mosambik gab es nach Information des Gesundheitsministers Armindo Tiago mit Stand vom 22. März 2020 einen bestätigten Fall der Coronavirus-Infektion. Dieser betraf eine 75 Jahre ältere Person, die Mitte März aus Großbritannien zurückkehrte.
Der mosambikanische Präsident Filipe Nyusi erließ mit Wirkung vom 23. März 2020 landesweite Schutzmaßnahmen gegen die Virusausbreitung. Diese Anordnungen galten zunächst für 30 Tage. Es wurden alle öffentlichen und privaten Schulen geschlossen und Versammlungen mit mehr als 50 Personen untersagt. Alle nach Mosambik einreisenden Personen mussten sich einer 14-tägigen Quarantäne unterziehen.

### Namibia
Am 14. März 2020 wurden die ersten beiden COVID-19-Fälle in Namibia bestätigt. Hierbei handelte es sich um ein Paar aus Rumänien. Am 17. März 2020 rief Namibia den nationalen Notstand aus. In den kommenden 30 Tagen blieben Schulen und Universitäten geschlossen, Ansammlungen von mehr als 50 Personen waren untersagt, sodass z. B. Sportveranstaltungen verschoben werden mussten. Internationale Flüge waren nur noch über Hosea Kutako International Airport und Walvis Bay International Airport erlaubt, alle Flüge aus Regionen mit bestätigten COVID-19-Fällen wurden für 30 Tage untersagt. Einzige Ausnahme bildete Südafrika, einzig und allein um noch im Land verbliebenen Nicht-Namibianern die Ausreise und auswärtigen Namibianern die Einreise zu ermöglichen. Am 19. März 2020 wurde der WHO der dritte COVID-19-Fall eines Ausländers bestätigt.
Es folgten bis zum 28. März 2020 acht weitere Fälle, die alle reisebedingt waren und nicht auf lokale Übertragungen zurückzuführen waren. Die Fälle 1 und 2, das Paar aus Rumänien, war bis dahin wieder gesund. Am selben Tag traten sehr strenge Ausgangsbeschränkungen ein, die sich vor allem zunächst auf die Regionen Erongo und Khomas sowie die Ortschaften Okahandja und Rehoboth beschränkten. So war das Verlassen der eigenen vier Wände nur für Lebensmitteleinkäufe, Arzt- und Apothekenbesuche sowie im Rahmen der Arbeit essentieller Dienstleistungen erlaubt. Alle Grenzübergänge, außer für den Handel, wurden geschlossen.

### Niger
Am 19. März 2020 wurde in Niger der erste Fall einer COVID-19-Infektion offiziell festgestellt.

### Nigeria
Am 28. Februar wurde in Nigeria der erste aus Italien eingeschleppte COVID-19-Fall in Ewekoro im Bundesstaat Ogun aufgrund eines positiven Testergebnisses am Lagos University Teaching Hospital in Lagos bestätigt. Es konnten 58 Kontaktpersonen ausfindig gemacht werden, die in Quarantäne geschickt wurden. Bis zum 29. März gab es im Land 111 bestätigte COVID-19-Fälle und einen COVID-19-Todesfall. In mehreren Bundesstaaten, darunter in Lagos, wurde Ende März eine „totale“ Ausgangssperre verhängt.

### Réunion
Am 11. März 2020 wurde der erste importierte Covid-19-Fall aus den Vereinigten Staaten auf Réunion registriert. Am 18. März 2020 stieg die Fallzahl auf 14. Danach wurden Kontaktbeschränkungen eingeführt. Bis zum 23. April 2020 wurden insgesamt 412 Covid-19-Fälle registriert.

### Ruanda
Der erste Infizierte wurde am 14. März 2020 gemeldet. Der Flughafen Kigali wurde für 30 Tage weitgehend geschlossen; bis zum 19. April wurden unnötige Reisen untersagt und nicht lebenswichtige Geschäfte geschlossen. Bis zum 29. April war die Zahl der Infizierten laut Angaben des ruandischen Gesundheitsministeriums auf 225 gestiegen.

### Demokratische Arabische Republik Sahara
Am 1. April 2020 wurden die ersten zwei SARS-CoV-2-Infektionen in der Demokratischen Arabischen Republik Sahara gemeldet. Bereits zuvor wurden ab dem 19. März 2020 die Grenzen bis auf weiteres geschlossen und landesweite Ausgangssperren verhängt. Bis zum 24. März 2020 wurden noch keine Fälle in den Flüchtlingslagern gemeldet.

### Sambia
In Sambia wurden bis zum 22. März 2020 drei Fälle mit COVID-19-Infektion bekannt. Ein Patient kam aus Pakistan zurück und hielt sich in Lusaka auf. Alle drei infizierten Personen waren nach Mitteilung des sambischen Gesundheitsministers Chitalu Chilufya in einem stabilen gesundheitlichen Zustand. Am 23. März verkündete die Regierung einen Notfallplan zur Eindämmung der Pandemie.

### St. Helena, Ascension und Tristan da Cunha
Zum Schutz der Bevölkerung auf St. Helena, Ascension und Tristan da Cunha wurde am 18. März 2020 u. a. eine Quarantänestation auf St. Helena eingerichtet und Anfang April 2020 wurden Einschränkungen im internationalen Luft- und Seeverkehr verhängt.

### São Tomé und Príncipe
Obwohl bis zum 5. April 2020 noch keine COVID-19-Erkrankungen auf São Tomé und Príncipe gemeldet wurden, verhängte die Regierung den Ausnahmezustand. Er umfasste die Schließung aller Hotels, Cafés und anderer Geschäfte. Um Nahrungsmittelengpässe zu vermeiden, legte die Regierung Förderungsprogramme für die Landwirtschaft auf den Inseln auf. Am 6. April wurden vier positive Fälle bekanntgegeben.

### Senegal
Am 2. März 2020 erreichte die COVID-19-Pandemie Senegal. Es wurden zwei aus Frankreich eingeschleppte COVID-19-Infektionen vom Institut Pasteur Dakar bestätigt. 15 Kontaktpersonen kamen in häusliche Quarantäne. Traditionelle Heiler wurden in der Erkennung und vorbeugenden Maßnahmen gegen COVID-19 geschult. Am 23. März wurde der Notstand ausgerufen, am 3. April wurde er um 30 Tage verlängert.

### Seychellen
Am 14. März 2020 meldete das Gesundheitsministerium der Seychellen die ersten beiden Fälle. Es wurden zwei Reisende aus Italien positiv auf COVID-19 getestet.

### Sierra Leone
Am 31. März 2020 meldete Sierra Leone den ersten COVID-19-Fall. Es war ein Sierra-Leoner, der zuvor in Frankreich war. Er wurde nach seiner Rückkehr in Quarantäne genommen. Die Regierung verkündete nach Auftreten eines zweiten Falles eine dreitägige Ausgangssperre vom 4. bis 6. April, Mediziner forderten jedoch eine Dauer von 14 Tagen.

### Simbabwe
Am 20. März 2020 war die erste Infektion mit dem Coronavirus in Simbabwe bekanntgegeben worden, am 23. März waren bereits drei Fälle bekannt, wobei erst 16 Tests durchgeführt worden waren.
Am 23. März verzeichnete Simbabwe das erste Opfer der Pandemie, den Moderator und Journalisten Zororo Makamba. Er war am 21. März 2020 als zweite Person in dem Land positiv auf COVID-19 getestet worden.
Simbabwes Präsident Emmerson Mnangagwa erklärte eine nationale Notlage, verbot Personenansammlungen mit mehr als 100 Personen für 60 Tage und ließ Schulen schließen. Am 27. März wurde mit Wirkung vom 30. März eine dreiwöchige Ausgangssperre verkündet, die im April um zwei Wochen verlängert wurde.

### Somalia
In Somalia wurden bis zum 27. März 2020 drei Fälle einer Coronavirusinfektion bekannt. Zwei davon waren Bürger des Landes und der dritte Fall betraf eine ausländische Person, die über den Aden Adde International Airport in Mogadischu eingereist war.
Im März wurden alle internationalen und inländischen Flüge des Landes abgesetzt. Zur Unterstützung der Situation in Europa sandte Somalia 20 freiwillige Ärzte nach Italien, um an der Eingrenzung der Virusausbreitung mitzuwirken.

### Südafrika
Am 5. März 2020 wurde der erste COVID-19-Fall in Südafrika erkannt. Am 15. März rief Staatspräsident Cyril Ramaphosa den Katastrophenzustand aus. Am 23. März wurden die Bergwerke vorübergehend stillgelegt. Am selben Tag löste Südafrika laut offizieller Statistik Ägypten als Land mit den meisten Infizierten Afrikas ab und es wurde eine dreiwöchige nationale Ausgangssperre ab dem 26. März verhängt.

### Sudan
Bis zum 31. März 2020 meldete der Sudan sieben COVID-Fälle. Ab dem 26. März 2020 wurden landesweite Busverbindungen und am 31. März 2020 die Flugverbindungen gestrichen sowie die Landesgrenzen geschlossen. Für Verdachtsfälle wurden Isolierstationen eingerichtet.

### Südsudan
Am 5. April 2020 wurde erstmals eine Person positiv auf COVID-19 getestet. Sie war aus den Niederlanden über Äthiopien zurückgekehrt.

### Tansania
Nach unterschiedlichen Angaben gab es am 15. oder 16. März 2020 den ersten bestätigten COVID-19-Fall in Tansania, einen aus Belgien eingereisten Mann. Premierminister Kassim Majaliwa untersagte den Flugverkehr mit dem Ausland, ließ die Bildungseinrichtungen schließen und erließ ein 30-tägiges Verbot öffentlicher Versammlungen. Auch Präsident John Magufuli appellierte an die Tansanier, die Krankheit einzudämmen, riet aber auch, sakrale Stätten zu besuchen, um Heilung zu erreichen. Der öffentliche Nahverkehr war von den Einschränkungen nicht betroffen. Aus dem Ausland zurückkehrende Tansanier sowie ausländische Besucher mussten sich nach der Einreise für 14 Tage in Quarantäne begeben.

### Togo
Am 6. März 2020 bestätigte das Gesundheitsministerium den ersten COVID-19-Fall in seinem Land, der aus der Türkei eingeschleppt wurde.

### Tschad
Am 19. März 2020 wurde im Tschad der erste Fall einer COVID-19-Infektion offiziell festgestellt.

### Tunesien
Tunesien verhängte im März 2020 nach mehreren Fällen von Infektionen eine Ausgangssperre zwischen 18 und 6 Uhr, die bis September 2020 galt. Aufenthalte außer Haus waren nur zum Erwerb von Lebensmitteln und für Arztbesuche erlaubt. Bei Polizeikontrollen wurden bereits über zehntausend Führerscheine eingezogen.
Bereits vor der Coronakrise drohte Tunesien die Zahlungsunfähigkeit. Der Internationale Währungsfonds unterstützt das Land mit einer Nothilfe von 450 Millionen US-Dollar, die EU gibt 310 Millionen Euro dazu.
Für geimpfte Touristen galt ab 16. Oktober 2021 keine PCR-Testpflicht vor der Einreise mehr.

### Uganda
Gesundheitsminister Joyce Moriku Kaducu gab bekannt, dass am 25. März 2020 in Uganda nach offizieller Kenntnis 14 Personen mit dem Coronavirus infiziert waren. Zwei davon seien chinesische Bürger gewesen, die anderen Ugander. Die ersten neun gemeldeten Fälle waren ugandische Staatsbürger, die aus Dubai (VAE) in ihr Land zurückkehrten. Der Chef des staatlichen Gesundheitswesens Henry Mwebesa teilte am selben Tag mit, dass bis dahin etwa 1400 Personen die obligatorische Quarantäne durchlaufen hätten, 764 befänden sich deswegen in einer Gesundheitseinrichtung und 466 in privaten Räumen. Stationäre Behandlungen erfolgten im Krankenhaus von Entebbe.

### Zentralafrikanische Republik
Am 14. März 2020 wurde der erste Infizierte gemeldet, ein Italiener, der nach seiner Rückkehr nach Bangui positiv getestet wurde. Die Regierung ließ den Flughafen Bangui für den Linienverkehr schließen; Einreisende aus von COVID-19 betroffenen Ländern mussten für 21 Tage in Quarantäne. Bildungseinrichtungen wurden geschlossen und Versammlungen ab 15 Personen verboten.

## Afrikaweite Maßnahmen
Zwischen dem 2. Februar und dem 27. Mai 2020 wurden in 45 Staaten 112 Labore zur Diagnostizierung von COVID-19-Infektionen und in Betrieb genommen.
Schutzausrüstungen und COVID-Schnelltestkits sind in zahlreiche Staaten versandt worden, Isolierstationen für Infizierte wurden in Betrieb genommen. Die Afrikaabteilung der WHO schickte 232 Experten zur Unterstützung in 39 betroffene Staaten. In Infokampagnen im Fernsehen, Facebook u. ä. wurde die Bevölkerung großflächig über die Infektion in allen Staaten Afrikas informiert. Von verschiedenen Organisationen, darunter der Afrikanischen Entwicklungsbank, wurden am 2. April 50 Millionen US-Dollar für einen „Bereitschafts- und Reaktionsplan“ der WHO Afrika zur Verfügung gestellt.
Die Afrikanische Union (AU) leitete mit ihrer Gesundheitsbehörde über die Regionalzentren von Africa CDC Maßnahmen gegen die Verbreitung des Coronavirus in ihren Mitgliedsstaaten ein und erhielt dafür vielseitige internationale Unterstützung. Der Direktor von Africa CDC meinte in einer Pressekonferenz in Addis Abeba, dass Reiseverbote zwar eine Verzögerung, aber letztlich keine Eindämmung der Virusverbreitung bewirkten. „Jeder, der Pandemien über die Jahre verfolgt hat, weiß, dass das nicht funktioniert“ und „Wenn man Länder absperrt, sollte man offenkundig wissen, wie man das Land wieder öffnen kann.“
Zwei Stiftungen des chinesischen Mäzens Jack Ma stellten im März 2020 der AU umfangreiche medizinische Hilfsmittel zur Bekämpfung der Krankheit zur Verfügung. Darunter befanden sich 1,5 Millionen diagnostische Testsätze für die Laboranwendung und über 100 Tonnen Material für den Infektionsschutz und die Kontrollmaßnahmen. Diese Hilfsgüter wurden auf Initiative des äthiopischen Premierministers Abiy Ahmed durch die Jack-Ma-Stiftung und die Alibaba-Stiftung im Rahmen der gemeinsamen kontinentalen AU-Afrika-Strategie zur Bekämpfung der Virusausbreitung bereitgestellt und von deren Gesundheitsagentur Africa CDC übernommen. Durch die Ethiopian Airlines war vorgesehen, die Hilfsgüter an die Mitgliederstaaten zu verteilen. Jedes Land sollte demnach 20.000 Labordiagnoseeinheiten, 100.000 Schutzmasken sowie 1000 Schutzanzüge und Gesichtsschilde erhalten.
Bereits Mitte April 2020 waren in 24 Staaten landesweite Ausgangssperren in Vorbereitung, in 13 Staaten bereits in Kraft und in 11 weiteren galten regionale Ausgangssperren. In allen Staaten wurden Luftfahrtpassagiere vor der Einreise medizinisch durchgecheckt, in einigen auch an Häfen und Grenzübergängen an Land. In 35 Staaten waren vollständige Einreiseverbote in Kraft, in 22 weiteren waren nur Frachtflüge oder in Notfällen erlaubt. In 9 Staaten wurde die Einreise von Passagieren aus Staaten mit hohen Infektionszahlen nicht und in 3 weiteren Ländern nur nach einer 14-tägigen Quarantäne genehmigt (Stand etwa Mitte April 2020).

## Fallzahlen
Fallzahlen der Weltgesundheitsorganisation (WHO) zur COVID-19-Pandemie in afrikanischen Ländern (Stand: 30. Dezember 2022 (WHO-Region: Afrika) und 26. Dezember 2022 (WHO-Region: Östliches Mittelmeer))
| Staat                        | Fallzahlen | Geheilte  | Tote    |
| ---------------------------- | ---------- | --------- | ------- |
| Südafrika                    | 4.048.281  | 3.919.851 | 102.568 |
| Marokko                      | 1.271.260  | 1.254.421 | 16.294  |
| Tunesien                     | 1.147.477  | 1.134.174 | 29.279  |
| Ägypten                      | 515.493    | 481.023   | 24.801  |
| Libyen                       | 507.121    | 500.655   | 6.437   |
| Äthiopien                    | 497.312    | 478.086   | 7.572   |
| Réunion (franz.)             | 486.659    | -         | 906     |
| Sambia                       | 334.066    | 329.838   | 4.022   |
| Kenia                        | 342.470    | 336.467   | 5.688   |
| Botswana                     | 327.511    | 323.747   | 2.794   |
| Mauritius                    | 289.980    | 278.406   | 1.039   |
| Algerien                     | 271.198    | 182.631   | 6.881   |
| Nigeria                      | 266.381    | 259.759   | 3.155   |
| Simbabwe                     | 259.981    | 253.659   | 5.637   |
| Mosambik                     | 230.970    | 228.663   | 2.230   |
| Ghana                        | 171.038    | 169.573   | 1.461   |
| Namibia                      | 170.295    | 165.961   | 4.082   |
| Uganda                       | 169.985    | 100.205   | 3.630   |
| Ruanda                       | 132.920    | 121.112   | 1.467   |
| Kamerun                      | 123.993    | 121.928   | 1.965   |
| Angola                       | 105.095    | 103.050   | 1.930   |
| Demokratische Republik Kongo | 95.071     | 84.015    | 1.462   |
| Senegal                      | 88.900     | 86.911    | 1.968   |
| Malawi                       | 88.220     | 85.065    | 2.685   |
| Elfenbeinküste               | 87.937     | 87.083    | 830     |
| Eswatini                     | 74.021     | 72.513    | 1.422   |
| Madagaskar                   | 67.735     | 66.202    | 1.461   |
| Sudan                        | 63.686     | 58.676    | 4.994   |
| Mauretanien                  | 63.652     | 62.422    | 997     |
| Kap Verde                    | 63.197     | 62.705    | 412     |
| Burundi                      | 52.051     | 51.357    | 15      |
| Seychellen                   | 50.355     | 50.026    | 172     |
| Gabun                        | 48.973     | 48.619    | 306     |
| Tansania                     | 42.228     | 180       | 845     |
| Mayotte (franz.)             | 41.969     | -         | -       |
| Togo                         | 39.341     | 39.047    | 290     |
| Guinea                       | 38.210     | 37.292    | 466     |
| Lesotho                      | 35.294     | 31.017    | 726     |
| Mali                         | 32.769     | 31.978    | 734     |
| Benin                        | 27.982     | 27.817    | 163     |
| Somalia                      | 27.311     | 13.182    | 1.361   |
| Republik Kongo               | 24.837     | 24.006    | 386     |
| Burkina Faso                 | 22.006     | 21.596    | 395     |
| Südsudan                     | 18.368     | 18.115    | 138     |
| Äquatorialguinea             | 17.186     | 16.880    | 183     |
| Dschibuti                    | 15.690     | 15.497    | 189     |
| Zentralafrikanische Republik | 15.351     | 14.615    | 113     |
| Gambia                       | 15.586     | 12.189    | 372     |
| Eritrea                      | 10.189     | 10.186    | 103     |
| Niger                        | 9.486      | 8.967     | 315     |
| Komoren                      | 8.982      | 8.819     | 161     |
| Guinea-Bissau                | 8.947      | 8.656     | 176     |
| Liberia                      | 8.043      | 7.741     | 294     |
| Sierra Leone                 | 7.760      | 126       | 4.898   |
| Tschad                       | 7.652      | 4.874     | 194     |
| São Tomé und Príncipe        | 6.279      | 6.202     | 77      |

## Folgen für den Tourismus und die Tierwelt
Eine Untersuchung eines Unternehmens, das über 300 afrikanische Tourismusanbieter umfasst, kam zu dem Ergebnis, dass fast alle einen mindestens 75-prozentigen Rückgang ihrer Buchungen verzeichneten.
Alleine beim Kruger-Nationalpark in Südafrika begannen zwei Drittel der 500 dort ansässigen Tourismusbetriebe, Angestellte (darunter auch Wildhüter) zu entlassen. Einige Ranger-Einheiten verzeichneten eigenen Angaben zufolge einen Anstieg von Bushmeat-Wilderei, durch das sich verarmte Afrikaner ernähren können. Als Vorsichtsmaßnahme vor Wilderei, durch das sich Wilderer zusätzlich durch den Verkauf von Jagdtrophäe ernähren können, begannen drei Reservate in Südafrika, Nashörnern die Hörner abzusägen, damit diese nicht durch Wilderer getötet werden.